# Aziz Shavershian

bild på Aziz Sergeyevich Shavershian

Aziz "Zyzz" Sergeyevich Shavershian, (ryska:Азиз Сергеевич Шавершян), född 24 mars 1989 i Moskva, död 5 augusti 2011 i Bangkok, var en australisk (kurdiska föräldrar) kroppsbyggare och modell. Shavershians kroppsbyggarfilosofi fokuserade på att åstadkomma ett tilltalande slutresultat, uttryckt genom hans slagord "aesthetics" (estetik).

## Biografi
Aziz Shavershian föddes som yngste son till Maiane Iboian. Hans äldre bror, Said Shavershian, känd under smeknamnet "Chestbrah", är också kroppsbyggare. I början av 1990-talet flyttade Shavershian till Australien med sin familj. Han växte upp i Eastwood i New South Wales och studerade vid Marist College Eastwood innan han gick vidare till högre studier inom handel vid University of Western Sydney. Under uppväxten var Shavershian en spinkig datorspelsnörd. Vid 17 års ålder sålde han sitt World of Warcraft-konto och använde pengarna till ett gymkort. Inom några år blev han en muskulös kroppsbyggare. Shavershian började släppa motivationsvideor på internet under smeknamnet "Zyzz", publicerade en träningsbok och arbetade deltid som strippa på Sydney Hotshots under studietiden. Följarskaran på internet möjliggjorde för Shavershian att starta sitt eget kostillskottsföretag och skaffa sponsoravtal. Vid sidan av videopubliceringen var Shavershian medlem av forumen bodybuilding.com och 4chan som också blev verktyg i hans marknadsföring som influerare. Shavershian använde sig av olika sloganer och slagord i sin marknadsföring. Uttryck som "aesthetics" (estetik), "You mirin' brah?" och "We're all gonna make it!", sades ofta av Shavershian och hans följare för att skapa hajp kring "Zyzz".

### Död och eftermäle
Några veckor före sin död tog Shavershian avstånd från anabola steroider efter att ha figurerat i en artikel om dopninganvändning som publicerats efter att hans storebror straffats för narkotikabrott. Shavershian avled under en semester i Thailand i samband med bastubad. Det framkom vid obduktionen att Aziz hade ett odiagnostiserat hjärtproblem. Senare framkom även att han använt den anabola steroiden Clenbuterol som kan framkalla arytmier.
Mot slutet av sitt liv hade Shavershian samlat tusentals följare som influerare inom kroppsbyggning och träning. "Zyzz" var ett tidigt exempel på en träningsfokuserad internetpersonlighet och föregick den stora vågen av träningsinfluerare. Hans popularitet fortsatte att öka och året efter hans död hade följarantalet på hans Facebooksida nått 300 000. Några år efter hans död publicerades fortfarande nya musiksatta videoklipp med honom som posör flera gånger per dygn. Åtta år efter hans död beräknas flera hundratusen internetanvändare titta på hans videor och diskutera fenomenet "Zyzz" på internet.